# 108201 Di Blasi
108201 Di Blasi è un asteroide della fascia principale. Scoperto nel 2001, presenta un'orbita caratterizzata da un semiasse maggiore pari a 2,6961667 UA e da un'eccentricità di 0,2126997, inclinata di 4,53865° rispetto all'eclittica.